# Loughton (Buckinghamshire)
Loughton – była wieś, obecnie dzielnica miasta Milton Keynes, a także civil parish w dystrykcie (unitary authority) Milton Keynes, w Buckinghamshire, w Anglii. W 2011 roku civil parish liczyła 6363 mieszkańców. Loughton jest wspomniana w Domesday Book (1086) jako Lochintone. W XI w. miejscowość nazywała się Lochintone, w XIII w. Luhtona/Lutton/Lucton, a w XIV w. Loutone/Loghtone.